# Kerstin Moring
Pour les articles homonymes, voir Moring.
Kerstin Moring, née le 26 septembre 1963 à Hasselfelde, est une fondeuse et biathlète est-allemande puis allemande.

## Biographie

### Carrière sportive
Durant les années 1980, elle gagne de multiples titres de championne d'Allemgne de l'Est en ski de fond.
Aux Jeux olympiques d'hiver de 1988, elle prend part aux compétitions de ski de fond, se classant notamment cinquième du relais et septième du vingt kilomètres. Elle se reconvertit plus tard dans l'année au biathlon. Après la réunification elle intègre l'équipe d'Allemagne et remporte son unique médaille en grand championnat aux Mondiaux 1991 à Lahti sur le relais avec Uschi Disl et Antje Misersky. Le même hiver, elle obtient son unique podium individuel sur le sprint aux Saisies, où elle s'impose également avec le relais allemand le lendemain.
Elle prend sa retraite sportive en 1992.

### Famille
Elle a pour père Werner Moring, fondeur devenu entraîneur et s'est mariée au lugeur Jochen Pietzsch.

## Palmarès en biathlon

### Championnats du monde
- Championnats du monde 1991 à Lahti :
  -  Médaille de bronze en relais.

### Coupe du monde
- Meilleur classement général : 11e en 1991[3].
- 1 podium individuel : 1 troisième place.
- 1 victoire en relais.

## Palmarès en ski de fond
- Meilleur classement général en Coupe du monde : 25e en 1988[4].